# Нусдорф-ам-Хаунсберг
Нусдорф-ам-Хаунсберг (нем. Nußdorf am Haunsberg)) — коммуна (нем. Gemeinde) в Австрии, в федеральной земле Зальцбург. 
Входит в состав округа Зальцбург.  Население составляет 2197 человек (на 31 декабря 2005 года). Занимает площадь 35,52 км². Официальный код  —  50 325.

## Политическая ситуация
Бургомистр коммуны — Йохан Ганисль (АНП) по результатам выборов 2004 года.
Совет представителей коммуны (нем. Gemeinderat) состоит из 17 мест.
- АНП занимает 10 мест.
- СДПА занимает 4 места.
- Партия TEAM (Team für Nußdorf) занимает 2 места.
- АПС занимает 1 место.